# 徐従治
徐 従治（じょ じゅうち、1572年 - 1632年）は、明代の官僚・軍人。字は仲華、号は肩虞。本貫は嘉興府海塩県。

## 生涯
その母は神人が庭に戈で舞うのを夢見て、目覚めると従治を生んだという。1607年（万暦35年）、進士に及第し、桐城知県に任じられた。官を歴任して済南府知府となり、兗東副使に転じ、沂州に駐屯した。
1621年（天啓元年）、白蓮教の徐鴻儒が鄆城で反乱を起こし、続けざまに鄒県・滕県・嶧県を陥落させた。従治は沂州で降伏した白蓮教徒を捕らえて殺害し、もと総兵の楊肇基を主兵事として起用するよう請願して、反乱軍の中枢を突く策を献じ、徐鴻儒を滅ぼした。
ほどなく従治は右参政として済南を分守した。徐鴻儒の乱の鎮圧において、その功績第一を認められ、右布政使に進み、江南の漕運を監督することになった。しかし白蓮教の乱が再発したため、山東巡撫の王惟倹は従治を留めるよう上奏し、そのまま沂州を守ることになった。巡按御史が反乱者をなだめることに注力し、反乱の掃討を望む従治の議論と合わず、従治は辞職を願い出て郷里に帰った。
1628年（崇禎元年）、従治は旧秩のまま薊州鎮の軍の補給を担当することになった。薊州鎮の兵士たちは長らく食糧の不足していたことから反抗し、順天巡撫の王応豸を遵化で包囲していた。従治は単騎で乗り込み、登城して「3カ月分の食糧を給与するので、駐屯地に戻れ。拒否するならおまえたちを撃つ」と兵士たちに呼びかけた。兵士たちは呼びかけに応じて解散した。従治は官秩を左布政使に進められたが、再び辞職を願い出て郷里に帰った。
1631年（崇禎4年）、従治は飭武徳兵備として起用された。孔有徳が山東で反乱を起こすと、従治は山東巡撫の余大成に命じられて監軍をつとめた。1632年（崇禎5年）1月、萊州に赴いたが、登州がすでに陥落していた。余大成は官籍を削られ、従治は右副都御史としてこれに代わって山東巡撫に抜擢された。登萊巡撫の謝璉が萊州に駐屯し、従治は青州に駐屯して、兵の食事を調達した。従治は「わたしが青州に駐屯していては、萊州の人心を繋ぎとめることはできない。萊州に駐屯してこそ、山東全体の人心を繋ぐに足りる」といい、謝璉とともに萊州で兵の食事を調達した。4月癸未、従治は砲弾に当たって負傷し、その傷がもとで死去した。享年は61。崇禎帝は彼の嫡子に錦衣衛千戸を与えた。